# 561 aC

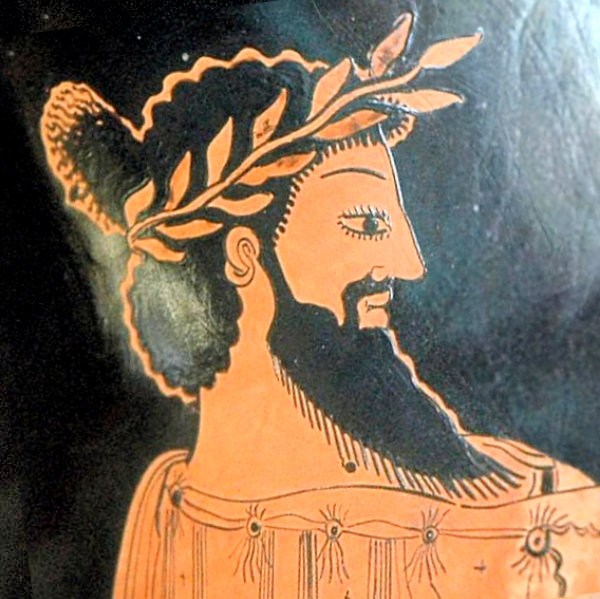
Retrat de Cresos

L'any 561 aC es un any del calendari gregorià. En l'Imperi Romà havia estat conegut com l'any 193 Ab urbe condita. La denominació de 561 aC per aquest any ha estat utilitzada des de principis de l'edat mitjana, quan es va establir l'era del calendari de l'Anno Domini per denominar els anys.

## Esdeveniments

### Europa
- Cresos esdevé rei l'últim rei de la dinastia dels Mèrmnades de Lídia (o 560 aC).[1][2]

### Univers
- Tots els vuit planetes del sistema solar, incloent l'actualment considerat planeta nan, Plutó, s'alineen.[3]

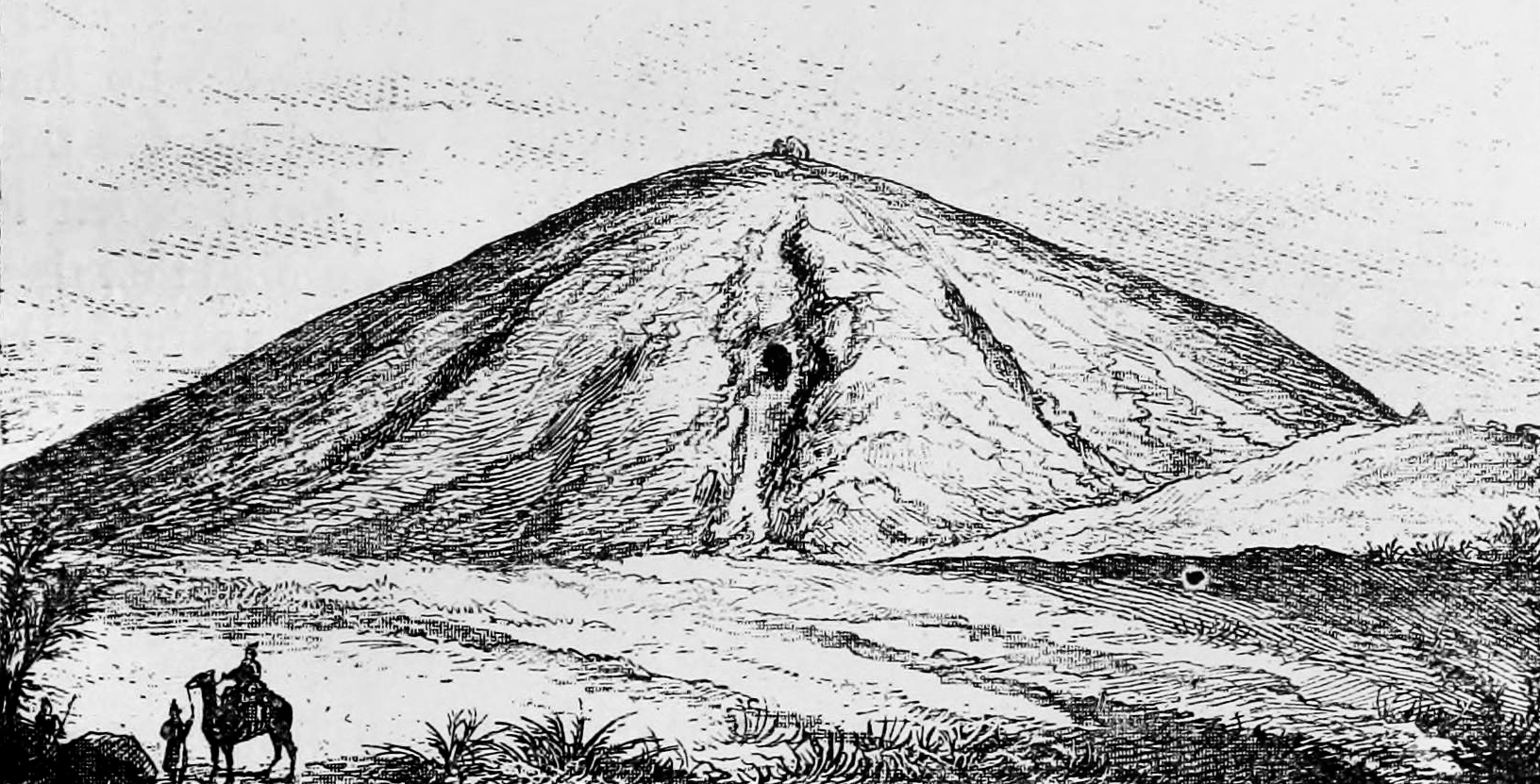
Gravat de la tomba d'Aialtes II del segle XIX

## Defuncions
- Aliates II, rei de Lídia. (o 560 aC).[1]
- Sedecies, rei de Judà (data compromesa o aproximada).